# Pub

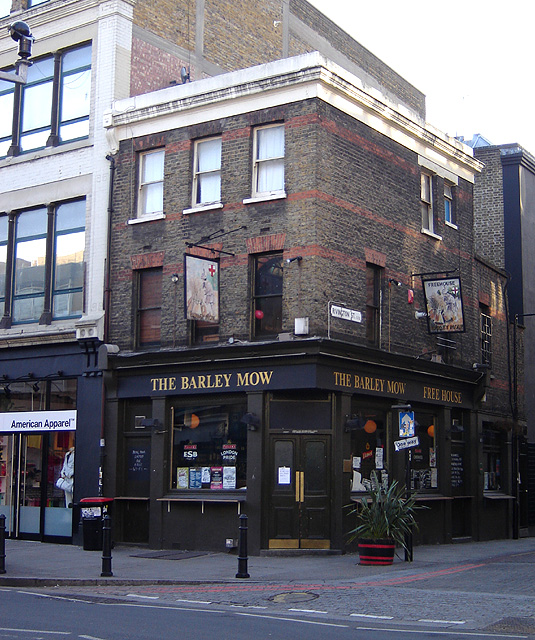
Pub

Pub (nguyên thủy viết tắt từ tiếng Anh: Public house: nhà công, nhà cộng đồng) hiện nay chính thức được biết đến như một quán rượu, là một cơ sở bán thức uống có cồn trong văn hóa xã hội của Anh Quốc  Ireland, Úc và New Zealand, trước kia là một nơi dùng để người dân tụ tập, uống rượu và có thể ngủ lại đây, cũng là nét văn hóa riêng. Có khoảng 53.500 pub trong năm 2009 tại Vương quốc Anh. Nhưng hiện nay, con số này đang trên đà giảm mỗi năm, do đó gần một nửa trong số những ngôi làng nhỏ không còn có một quán rượu địa phương. Ở nhiều nơi, đặc biệt là ở các làng, một quán rượu (pub) như thế có thể là tâm điểm của cộng đồng, ngôi nhà cộng đồng, dùng làm nơi tụ họp của dân làng và nơi tiếp cận những giao lưu. Các tác phẩm cũ trong thế kỷ 17 của Samuel Pepys đã mô tả các quán rượu này như là "trái tim của nước Anh".

## Đặc điểm

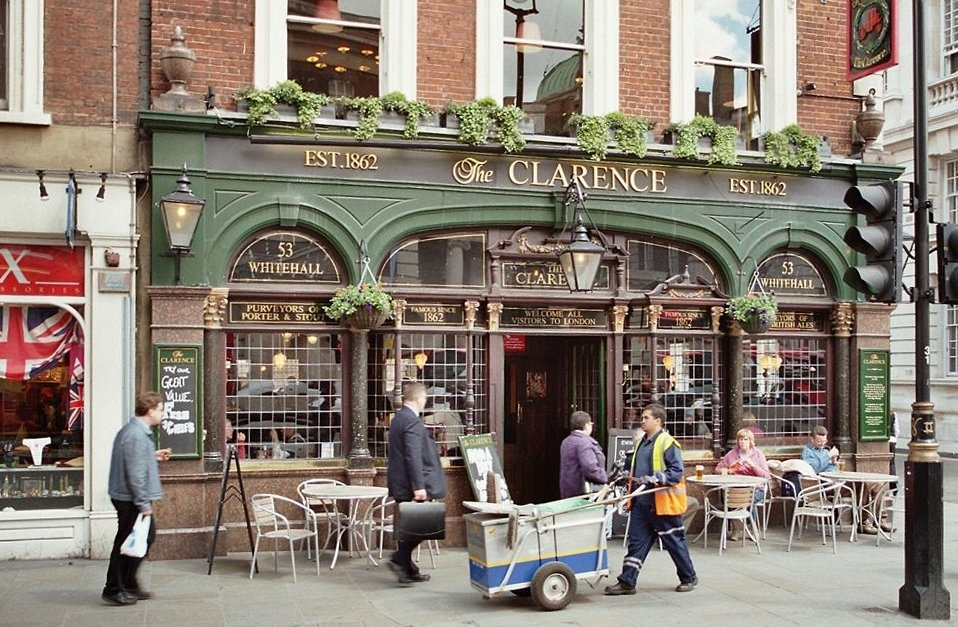
Một pub tiêu biểu ở Luân Đôn

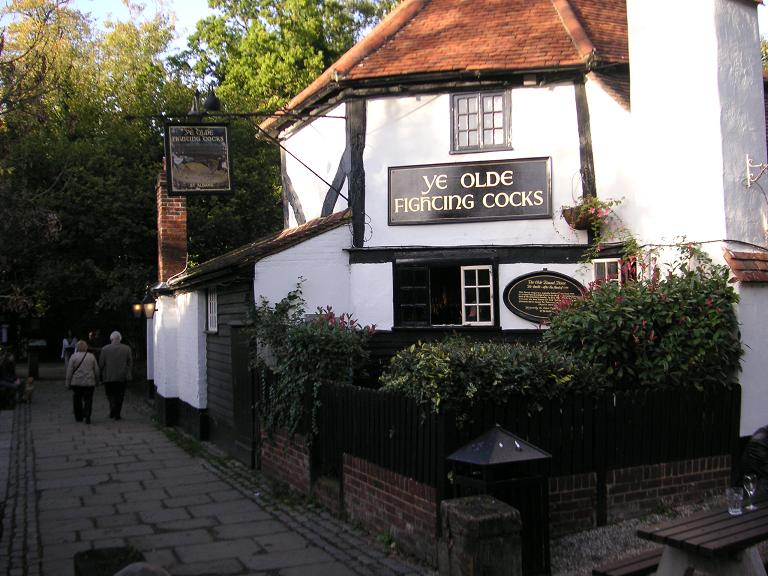
Quán Pub Ye Olde Fighting Cocks public house ở St Albans giữ Kỷ lục Guinness là cổ nhất nước Anh còn tồn tại

Pub khác những nơi như quán cà phê, quán bar, nhà hàng... Quán rượu hay pub là nơi chuyên thực hiện việc bán và tiêu thụ đồ uống có cồn, và hầu hết pub cung cấp một loạt các loại bia, rượu vang, rượu mạnh phục vụ cho bữa tiệc và nước ngọt.
Loại hình quán này được kiểm soát bởi các nhà máy bia, bia bán ở đây thường tốt hơn giá trị hơn so với rượu vang và rượu mạnh. Bia được phục vụ tại một quán rượu có thể là thùng rượu bia, hay bia chai, bia lon. Tất cả các quán rượu cũng có săn một loạt các đồ uống không cồn.
Theo truyền thống, cửa sổ của pub làm từ thủy tinh hun khói hoặc mờ để khách hàng được che khuất khỏi sự dòm ngó của những người đi trên đường phố. Chủ sở hữu, người thuê nhà hoặc người quản lý (cấp phép) của pub được gọi là "chủ quán rượu".

## Lịch sử

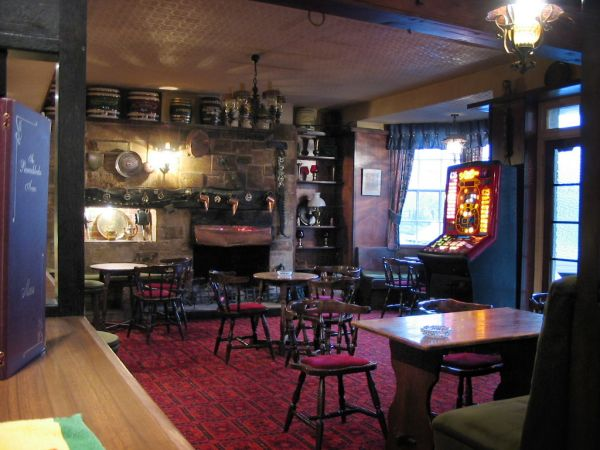
Nội thất bên trong một pub ở Anh

Lịch sử của các quán rượu pub có thể được tìm thấy từ những quán rượu ở La Mã, và từ đó du nhập vào Anh thông qua việc La Mã chinh phục nước Anh. Những cư dân của Vương quốc Anh đã biết uống rượu bia kể từ thời đại đồ đồng, nhưng với sự xuất hiện của những người La Mã với những con đường La Mã mà các nhà trọ đầu tiên được xây cất gọi là tabernae, trong đó khách du lịch có thể được phục vụ các đồ uống giải khát kể cả rượu bắt đầu xuất hiện.
Người La Mã sau này bị đẩy lui khỏi nước Anh nhưng sự hình thành loại nhà này vẫn tồn tại vì nó phục vụ cho nhu cầu của các cuộc họp cho người dân địa phương, họ gặp gỡ và nói chuyện tầm phào cùng với nhậu nhẹt. Vào năm 965, vua Edgar lệnh rằng không nên có không nhiều hơn một loại nhà kiểu này trong mỗi làng.